# Stanisław Urbański
Stanisław Urbański (ur. 12 czerwca 1947 w Kamyku) – polski duchowny katolicki, profesor nauk teologicznych, pedagog, były dziekan Wydziału Teologicznego Uniwersytetu Kardynała Stefana Wyszyńskiego w Warszawie.

## Życiorys
Jest absolwentem Liceum Ogólnokształcącego w Kłobucku i częstochowskiego Wyższego Seminarium Duchownego. W latach 1980–1984 był rektorem Niższego Seminarium Duchownego Archidiecezji Częstochowskiej.
Pełni obowiązki kierownika Katedry Hagiografii UKSW. Jest kierownikiem Zakładu Duchowości Europejskiej i Katedry Teologii Życia UKSW. Sprawuje funkcję dyrektora Instytutu Badań Naukowych Szkoły Wyższej im. Bogdana Jańskiego oraz zastępcy przewodniczącego Komitetu Nauk Teologicznych Polskiej Akademii Nauk. Specjalizuje się w duchowości Wschodu, hagiografii, mistyce chrześcijańskiej, świętości, teologii duchowości, życiu duchowym.
17 lutego 2016 Prezydent RP Andrzej Duda oznaczył go Krzyżem Kawalerskim Orderu Odrodzenia Polski w uznaniu wybitnych zasług w pracy naukowo-badawczej, dydaktycznej i społecznej.

## Publikacje
Wybrane publikacje:
- Ze studiów nad duchowością chrześcijańską (1992), Warszawa: Akademia Teologii Katolickiej (wraz z Ireneuszem Werbińskim)
- Polska teologia życia mistycznego: 1914-1939 (1995), Warszawa: Wydawnictwo Akademii Teologii Katolickiej
- Życie mistyczne błogosławionej Faustyny Kowalskiej (1997), Warszawa: Wydawnictwo Akademii Teologii Katolickiej
- Teologia modlitwy: studium ascetyczno-mistyczne dwudziestolecia międzywojennego z uwzględnieniem duchowości szkoły zmartwychwstańczej (1999), Warszawa: Instytut Badań Naukowych Wyższej Szkoły Zarządzania i Przedsiębiorczości im. Bogdana Jańskiego
- Zatopieni w Bogu: mistycy polscy (1999), Warszawa: Adam
- Mistyczny świat ducha (2000), Warszawa: Adam
- Świętość ubogich Świata: duchowość bł. Teresy z Kalkuty (2000), Warszawa: Adam
- Żywoty polskich świętych (2003), Warszawa: Verbinum